# Arujá
Arujá este un oraș în São Paulo (SP), Brazilia. 